# IC 981
IC 981 је спирална галаксија у сазвјежђу Дјевица која се налази на листи објеката дубоког неба у Индекс каталогу.
Деклинација објекта је - 4° 10' 19" а ректасцензија 14h 10m 28,0s. Привидна величина (магнитуда) објекта IC 981 износи 13,9 а фотографска магнитуда 14,7. IC 981 је још познат и под ознакама Reiz 3917, PGC 1061875.